# 뉴아이
뉴아이는 2024년 3월 28일, 숲(SOOP)에서 데뷔한 국내 최초 여성 버추얼 밴드이다.
멤버는 문이유(리더, 베이스), 소쨍(리드기타), 이리오(드럼) 총 3명으로 멤버 전원이 보컬을 함께 담당하고 있다. 뉴아이라는 이름은 리더인 문이유가 지었으며, ‘새로운 아이’, ‘새로운 사랑’, ‘새로운 나’로써 새로운 스토리를 써간다는 의미를 담고 있다. 뉴아이는 ‘New I’, ‘New 愛’로 표기되기도 한다.

## 데뷔 과정
vis라는 콘텐츠 팀에서 첫 만남을 과정으로 문이유(현:리더),베쿠 소쨍에게 권유 이후 소쩅에 포부그리고 콘텐츠에 대해 설명을 듣고 창립   - 이세계아이돌 (ISEGYE IDOL) - Superhero (슈퍼히어로) | Cover by 문이유 x 베쿠 x 소쨍 커버곡 이후 본격적으로 멤버 구성 시작 이리오를 시작으로 송현이 보컬로써 들어오게 된다.

## 구성원
|        |                                                        |
| 이름   | 소개                                                   |
| 소쨍   | - 생년월일: 1996년 6월 19일 (29세) - 활동기간: 2019년~ |
| 문이유 | - 생년월일: 2월 6일 - 활동기간: 2021년~                |
| 이리오 | - 생년월일: 10월 6일 - 활동기간: 2021년~               |

## 여담
각자 트위치 시절 고난기를 지나고 팔로워 수는 빠르게 늘었지만 빛을 바라지 못하고 그 사건 이후 아프리카TV로 이전하게 되어 방송 콘텐츠에서 인연이 생겨 각자에 능력을 어필 할 수 있는 무대를 만들게 되어 꾸준히 진행중이다.